# Rochester (Massachusetts)
Rochester – miasto w Stanach Zjednoczonych, w stanie Massachusetts, w hrabstwie Plymouth.